# Antroponimia
Antroponimia, antroponomastyka – dział onomastyki zajmujący się badaniem nazewnictwa osobowego (zwanego antroponimią), nazw własnych przypisywanych istotom żywym (imion, przezwisk, nazwisk itd.).